# Edwardsia flaccida
Edwardsia flaccida is een zeeanemonensoort uit de familie Edwardsiidae.
Edwardsia flaccida is voor het eerst wetenschappelijk beschreven door Marion in 1882.